# Стрелкова, Александра Ивановна
Александра Ивановна Стрелкова, она же Стрелкова 4-я (около 1833—1902) — русская драматическая актриса.
Происходит из семьи крепостных актёров Стрелковых, родоначальники которой играли в крепостном театре кн. Н. Г. Шаховского в Н. Новгороде.
В конце 1830 и 1840-х гг. в Нижегородском театре работали около 10 актёров Стрелковых. В одно время с ней на сцене Малого театра играла её старшая сестра, тоже известная русская актриса Таланова, Хиония Ивановна.
С детских лет выступала как танцовщица в дивертисментах на сцене Нижегородского театра как Стрелкова 4-я. В 1852 дебютировала в Казанском театре в драматических ролях.
Среди её первых ролей — Мария («Материнское благословение» Деннери, перевод Н. А. Некрасова, 1852). В этой роли проявились горячий темперамент актрисы, искренность в передаче драматических переживаний девушки из народа. Талант её развивался под руководством антрепренёра и актёра Н. К. Милославского, возглавлявшего Казанский театр, и своей сестры X. И. Стрелковой… Трагическим образам актрисы были свойственны активность, страстность натуры, актриса умела передавать глубокую боль чистой женской души, страдающей в жестоком мире. П. А. Стрепетова писала о ней: «В исходе 50-х и начале 60-х годов А. И. Стрелкова была на высоте своей славы. Её огромный талант-самородок достиг тогда полной зрелости, и по всему протяжению Волги, от Твери до Астрахани, имя этой даровитой артистки гремело из конца в конец» («Жизнь и творчество трагической актрисы», 1959, с. 142-43).
Александра Стрелкова играла в Казани, Орле, Саратове, Одессе, Киеве и др. городах. В 1870-х гг. перешла на амплуа пожилых женщин. Работала в Народном театре на Политехнической выставке в Москве (1872), Санкт-Петербургском Александринском театре (1878—1882), один театральный сезон провела вместе со старшей сестрой в московском Малом театре (1891-92), потом снова на провинциальных сценах.
Роли: Мария Стюарт; Эсмеральда (пьеса по роману «Собор Парижской Богоматери» Гюго), Вероника («Уголино» Полевого), графиня Клара д’Обервиль (по произведениям Анисе-Буржуа и Деннери); Мурзавецкая («Волки и овцы»), Катерина и позже Кабаниха («Гроза» Островского), Пошлепкина («Ревизор»), Простакова («Недоросль»), королева Гертруда («Гамлет»), леди Макбет («Макбет»), Таисия («Свекровь» Чаева) и др. Критики особо выделяли исполнение ролей: Катерина («Гроза») и Лизавета («Горькая судьбина» Писемского).